# 沃夫河
沃夫河（法語：Veuve，法語發音：[vœv] ⓘ）是法国卢瓦尔河地区大区萨尔特省的河流，是卢瓦河的右支流，长26.2千米，发源自圣马尔德洛克奈和维莱讷苏吕塞，于沙艾涅和洛姆流入卢瓦河。